# 반주 (술)

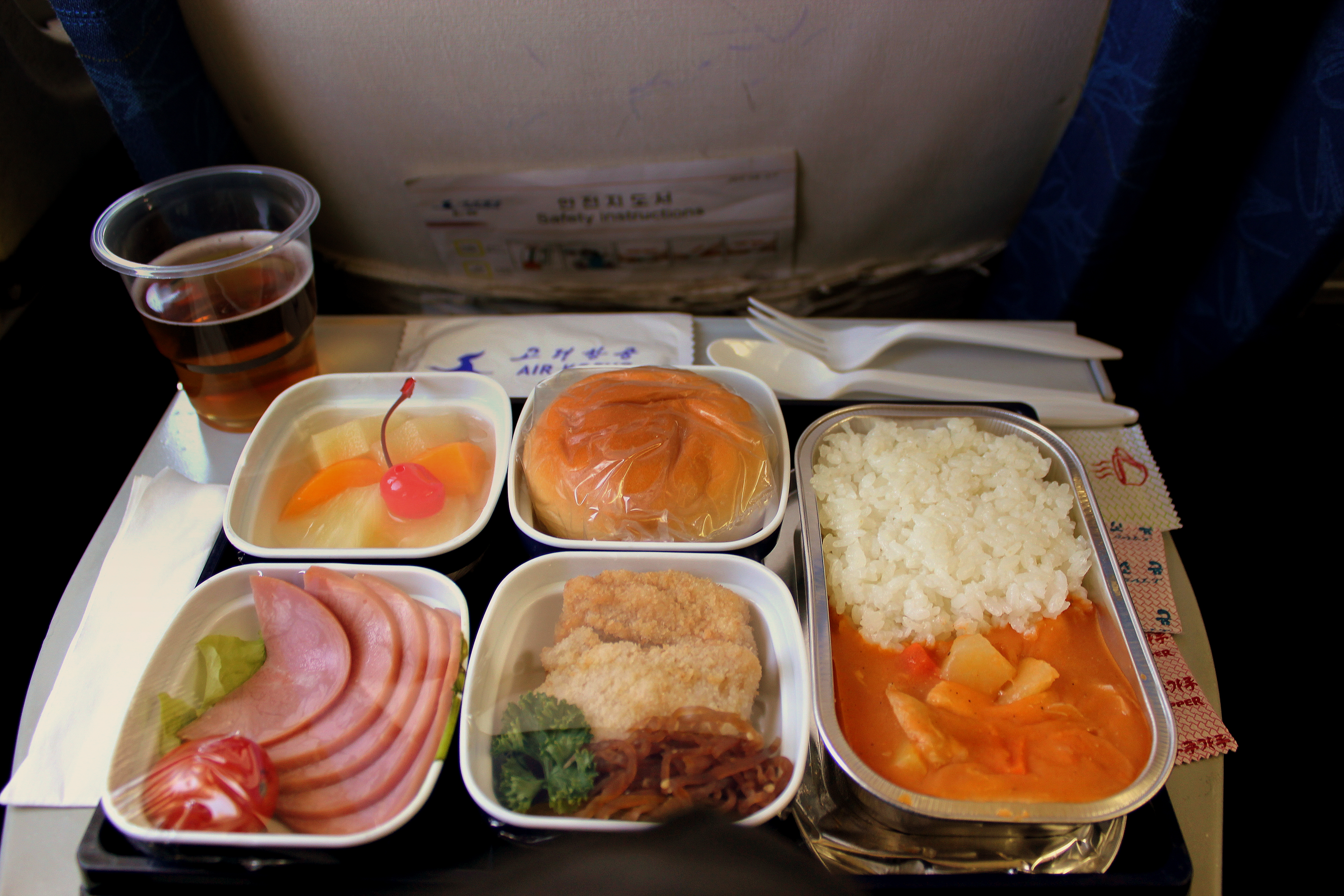
고려항공 기내식 반주로 나온 맥주

반주(飯酒)는 식사할 때에 곁들여서 한두 잔 마시는 술이다. 식사를 시작할 때 마시는 식전주(아페리티프)와 식사를 끝낼 때 마시는 식후주(디제스티프)도 반주로 볼 수 있다.

## 사진

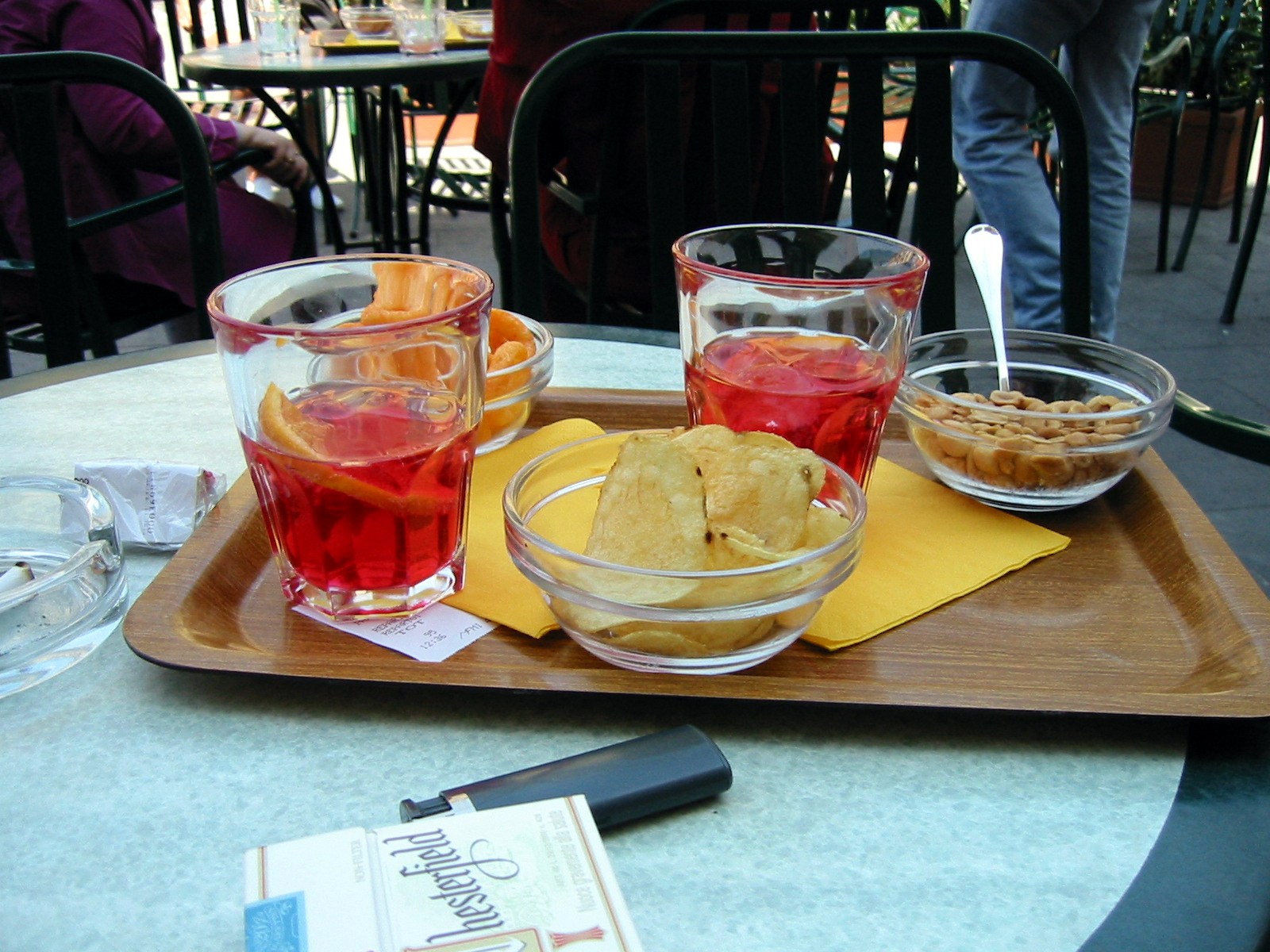
식전주 캄파리를 감자칩, 땅콩과 함께 먹는다.

## 같이 보기
- 안주
- 주안상